# Basananthe phaulantha
Basananthe phaulantha är en passionsblomsväxtart som först beskrevs av Dandv, och fick sitt nu gällande namn av De Wilde. Basananthe phaulantha ingår i släktet Basananthe och familjen passionsblomsväxter. Inga underarter finns listade i Catalogue of Life.